# Jakob Dall
Jakob Dall er en dansk fotograf, der har modtaget internationale priser for sine reportager. Han modtog en World Press Photo pris med et billede fra jordskælvet i Pakistan.